# Máscara de cabeza de caballo

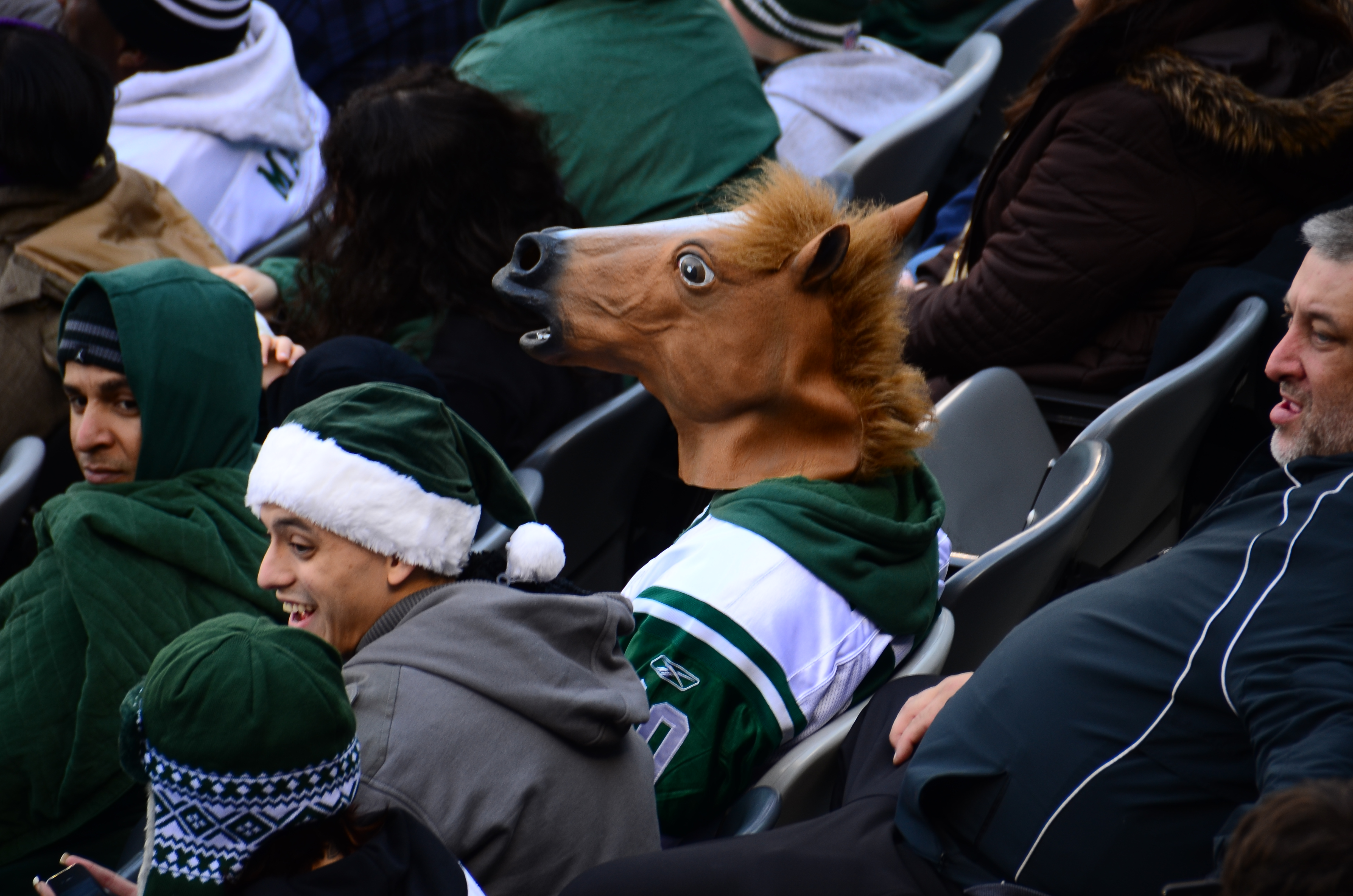
"Una persona que lleva una máscara de cabeza de caballo se ve francamente inquietante", según el fabricante original Archie McPhee.

La máscara de cabeza de caballo es una máscara de látex que representa una cabeza de caballo fabricada originalmente por el proveedor de productos humorísticos Archie McPhee, y ahora está ampliamente disponible en otros fabricantes. La máscara cubre toda la cabeza y suele ser parte de un disfraz de Halloween, o en otras ocasiones para ser graciosa, impactante, incongruente o moderna, o para disfrazar la propia identidad. También se ha convertido en un meme de Internet.

## Origen e historia del meme
La máscara de caballo fue vendida originalmente por el proveedor Archie McPhee como un disfraz de Halloween desde al menos 2003. Se comercializa con el nombre de "Máscara de cabeza de caballo" y está hecha de "látex marrón realista con melena de piel sintética".  McPhee afirma que "una persona que lleva una máscara de cabeza de caballo se ve francamente inquietante" y la máscara "se ha convertido en un fenómeno mundial". Desde entonces, otros fabricantes han copiado el aspecto y el diseño.
No está claro cuándo la máscara pasó de ser un elemento novedoso a un meme, pero hubo una serie de "aceleradores" según Caitlin Dewey de The Washington Post.  En 2003, el anime japonés Full Metal Panic? presentó al personaje Pony-man, "un villano con cabeza de caballo que perseguía a las colegialas con un cepillo para el pelo". Pony-man se parecía a alguien que llevaba la máscara de caballo McPhee y, dado que las máscaras ya se estaban vendiendo, "pony-man seguía apareciendo". En 2005, Lonely Planet recomendó usar una máscara de caballo mientras viajaba en su Guía de viajes experimentales . Poco después, el comediante y actor Tom Green empleó una máscara de caballo mientras gritaba y movía la cabeza en un episodio de su programa de entrevistas en Internet, Tom Green's House Tonight. En enero de 2008, un artista de performance llamado Wotaken se filmó recogiendo, cocinando y comiendo hongos psicodélicos mientras estaba completamente desnudo, con una máscara de cabeza de caballo y bailando la banda sonora de Final Fantasy "Dancing Mad". Esta película se subió a YouTube y llegó a más de 2 millones de espectadores e impulsó la cabeza del caballo a una audiencia más amplia. Desde entonces, ha sido retirado por violar los términos de servicio del sitio.

Las fotografías del expresidente estadounidense Obama y una persona con una máscara de cabeza de caballo se volvieron virales en julio de 2014

Después del video de cocina psicodélica desnuda de Wotaken, la máscara de cabeza de caballo se convirtió en un meme de Internet más común. Los ejemplos incluyen un hombre escocés de 2010 conocido como "chico caballo" capturado por Google Street View ; Durante el huracán Sandy, en Washington D. C., se filmó a un hombre corriendo a través de un noticiero en vivo sin camisa pero con una máscara de cabeza de caballo.
En julio de 2014, el presidente Barack Obama fue fotografiado en las calles de Denver estrechando la mano de un transeúnte encabezado por un caballo. Lo que resultó en la exposición de la máscara en la prensa nacional, incluida una serie de artículos en The Washington Post sobre la historia y las influencias culturales del meme.

## Usuarios
Algunos youtubers han elegido la máscara de cabeza de caballo como su marca registrada, incluido Sir Sebastian de "Sir Sebastian's Candy Corner", un crítico de dulces y chocolates. Así como un artista callejero de Berlín, "The Neigh Kid Horse", que ha sido fotografiado por cientos de fotógrafos aficionados y profesionales, y que es conocido por usar solo la máscara y su ropa interior.

## Máscara de cabeza de unicornio
Otros también venden máscaras de cabeza de unicornio claramente parecidas a un caballo. Los fanes del Arizona State Sun Devils han utilizado máscaras de cabeza de unicornio como parte del programa para distraer a los tiradores de tiros libres rivales.

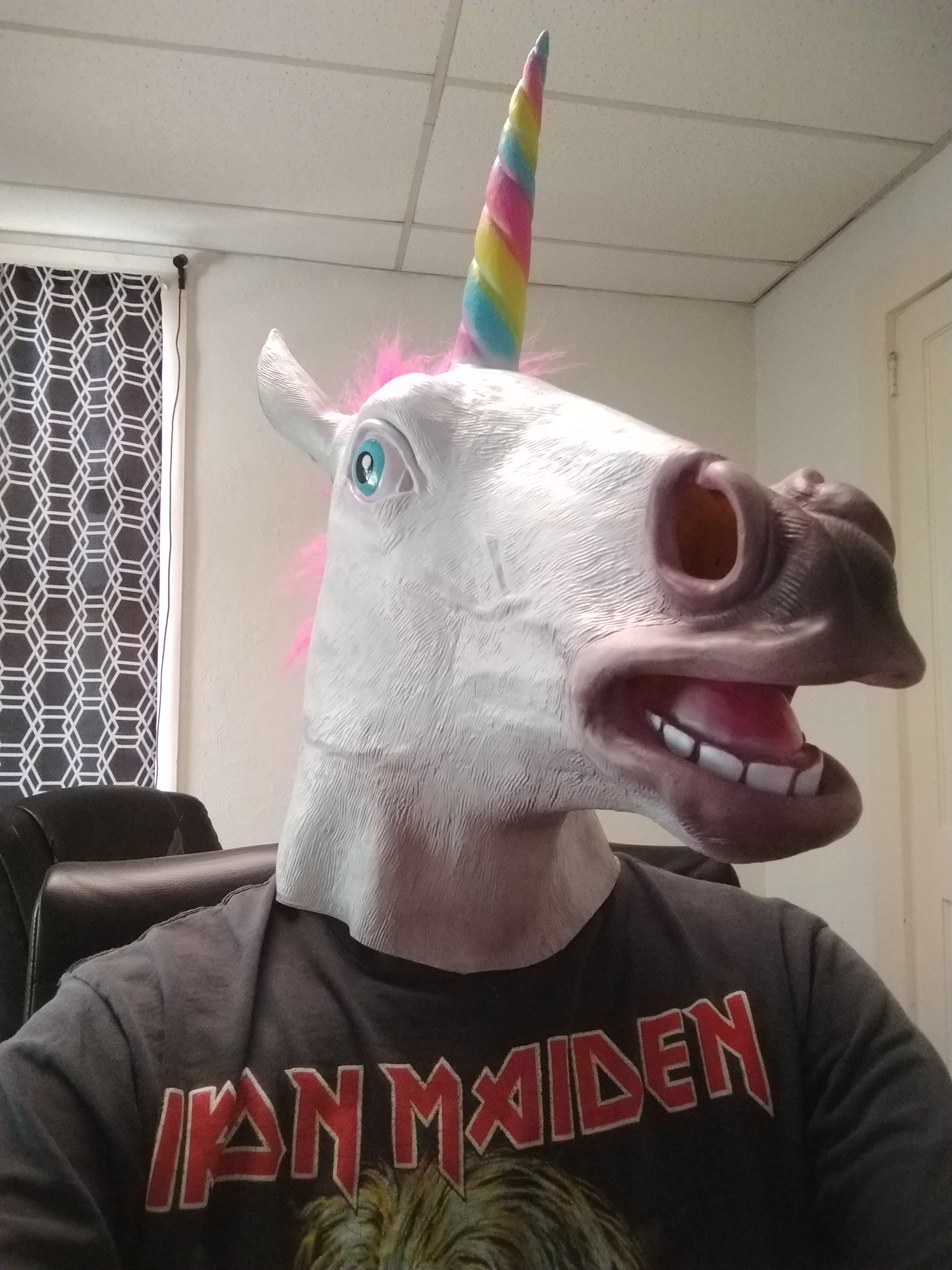
Una máscara de unicornio de Archie McPhee

## Antepasados
Aunque el meme moderno de la máscara de cabeza de caballo comenzó con la máscara de goma de Archie McPhee en 2003, ha habido antecedentes anteriores. En 1997, la miniserie británica de noticias satírica Brass Eye mostró brevemente una máscara de cabeza de caballo en el segundo episodio titulado "Drogas".